# 金斯頓 (內華達州)
金斯頓（英語：Kingston）是位於美國內華達州蘭德縣的非建制地區。

## 歷史
金斯頓的郵局於1865年設立，其後於1907年停運。

## 人口
根據2020年美國人口普查的數據，金斯頓的面積為10.54平方千米，皆為陸地。當地共有人口194人，而人口密度為每平方千米18.41人。